# Tetsuya Asano
Tetsuya Asano (Prefectura d'Ibaraki, Japó, 23 de febrer de 1967) és un exfutbolista japonès que va disputar 8 partits amb la selecció japonesa.